# Кощеев, Андрей Лукич
Андрей Лукич Коще́ев (1903—1955) — советский лесовод и мелиоратор.

## Биография
Родился 8 (21 ноября) 1903 года в посёлке завод Лысьва (ныне Пермский край).
В 1919—1923 работал на лесозаготовках.
Окончил рабфак (1926), лесохозяйственный факультет ЛТА имени С. М. Кирова (1930) и аспирантуру при ней (1932). Защитил кандидатскую диссертацию на тему «Процессы заболачивания сплошных лесосек на суглинистых и песчаных почвах» (1936).
С 1935 года преподавал в ЛТА имени С. М. Кирова. С 1937 года зам. начальника Главлесохраны при СНК СССР.
С 1947 года старший научный сотрудник ИЛАН.
В 1949 году поставил в Серебряноборском лесничестве Московской области опыт размножения бересклета бородавчатого срезанными облиственными стеблями — ветвями. В 1950 году этот опыт, давший хорошие результаты в отношении приживаемости (83 %) и роста бересклета, был расширен, поставлен в Московской и Пензенской областях и также показал хорошие результаты.
Доктор сельскохозяйственных наук (1954).
Умер 13 августа 1955 года в результате тяжёлой болезни. Похоронен на Введенском кладбище (11 уч.).

## Сочинения
- Заболачивание вырубок и меры борьбы с ними [Текст] : монография / А. Л. Кощеев; Отв. ред. Н. И. Пьявченко ; Институт леса АН СССР. — М. : Изд-во АН СССР, 1955. — 167, 1 л портр с. : ил. — Библиогр.: с. 163—165.

## Награды и премии
- Сталинская премия третьей степени (1951) — за разработку агротехники выращивания бересклета и методов обогащения его корней и стеблей гуттой
- орден Трудового Красного Знамени (1953)
- медаль «За доблестный труд в Великой Отечественной войне 1941-1945 гг.»
- медаль «В память 800-летия Москвы».